# Paijulahti
Paijulahti är en vik i Finland.  Den är en del av sjön Onkivesi och ligger i landskapet Norra Savolax, i den centrala delen av landet, 400 km norr om huvudstaden Helsingfors.